# Александер Гамільтон
Олександр Гамільтон (англ. Alexander Hamilton; 11 січня 1755, Невіс — 12 липня 1804, Нью-Йорк) — американський державний та політичний діяч часів революції, юрист, економіст, банкір та військовий, один із батьків-засновників США та з найвидатніших мислителів на Філадельфійському конвенті. Офіцер американської армії під час війни за незалежність США, Головнокомандувач армії США (1799—1800).
Простого походження, народжений батьками, які мешкали поза шлюбом на островах Британської Вест-Індії. Завдяки шанувальникам свого таланту молодиком переїхав до Нью-Йорка. Відвідував коледж, доки війна за незалежність, в якій він брав дуже активну участь, не перервала його студії. Після війни вивчав право та адвокатував. Був делегатом Континентального конгресу та одним з організаторів скликання установчого конвенту. Як делегат Філадельфійського конвенту відіграв доволі незначну роль, адже його політика була занадто схожа з британською версією політики, а інші американці бажали новішої та незалежної від британії систему правління, до того ж бажав сильнішого федерального уряду, ніж більшість учасників, а також тому, що не надто порозумівся з рештою делегатів від штату Нью-Йорк. Був одним з співавторівавторів «Федераліста», активно сприяв ратифікації Конституції у штаті Нью-Йорк. Секретар Джорджа Вашингтона під час Війни за незалежність. Обіймав в уряді Дж. Вашингтона посаду міністра фінансів та очолював партію федералістів. У 1804 р. загинув під час дуелі з віцепрезидентом США Аароном Берром. Відомий усім за портретом на 10-доларовій банкноті.

## Доробок
«Федераліст» (англ. The Federalist Papers) — збірка з 85 памфлетів, написаних Гамільтоном, Джеймсом Медісоном, Джоном Джеєм та ін., яка побачила світ у 1787—1788 рр. у США. У ній обґрунтовувалась концепція політичного устрою незалежної американської держави.

## Політичні погляди
Александер Гамільтон був з-поміж тих, хто найбільше вплинув на зміст американської Конституції. У низці статей він разом із Дж. Медісоном і Д. Джеєм сформулював й обґрунтував федералізм як конституційний принцип. Федерація, доводив Гамільтон, перешкоджає внутрішнім розбратам і народним повстанням. Федералісти були переконані, що тільки сильна центральна влада здатна створити міцну авторитетну державу.
В основі Конституції США Гамільтон убачав модель конституційного ладу Англії з її чітким поділом влади. Визнаючи республіканський лад неодмінною умовою, уважав визначальною сильну президентську владу, наближену до моделі влади конституційного монарха. Єдинопочатківість виконавчої влади Гамільтон називав однією з головних переваг американської Конституції. Відстоював думку, що президент повинен обиратися довічно, мати широкі повноваження, зокрема й у питаннях контролю законодавчої влади. Гамільтон пропонував зробити членів Верховного суду, наділеного конституційною юрисдикцією, незалежними та з довічним призначенням.
Законодавчий орган убачався ідеологові федералізму як двопалатний. Усіх людей політик розділяв на багатих і бідних, освічених і неосвічених, здатних і нездатних керувати справами суспільства. Такий поділ, на його думку, мав природне походження. Тільки освіченим належало право представляти вищі державні органи.
Гамільтон був проти надання народові можливості брати активну участь у державних справах, адже це неминуче призвело б, на його думку, до помилок і безладдя через неосвіченість і непостійність мас, а отже — до слабкості держави.
Гамільтон не був прихильником рабства, але коли проблема рабства вступила в конфлікт з його особистими амбіціями, його вірою в права власності чи його вірою в те, що сприятиме інтересам Америки, Гамільтон обрав ці цілі, а не протистояння рабству.

## Рекомендована література
- Adair, Douglas & Harvey, Marvin (1955). Was Alexander Hamilton a Christian Statesman?. William and Mary Quarterly. 12 (2): 308—29. doi:10.2307/1920511. JSTOR 1920511.
- Austin, Ian Patrick (2009). Common Foundations of American and East Asian Modernisation: From Alexander Hamilton to Junichero Koizumi. Singapore: Select Books. ISBN 978-981-4022-52-1. Архів оригіналу за 7 грудня 2023. Процитовано 11 липня 2020.
- Bailey, Jeremy D. (2008). The New Unitary Executive and Democratic Theory: The Problem of Alexander Hamilton. American Political Science Review. 102 (4): 453—65. doi:10.1017/S0003055408080337. Архів оригіналу за 13 липня 2020. Процитовано 16 вересня 2019.
- Balogh, Brian. 2009. A Government out of Sight: The Mystery of National Authority in Nineteenth Century American. New York: Cambridge University Press.
- Bordewich, Fergus M. The First Congress: How James Madison, George Washington, and a Group of Extraordinary Men Invented the Government (2016) on 1789–91.
- Brant, Irving (1970). The Fourth President: a Life of James Madison. Indianapolis: Bobbs-Merill. A one-volume recasting of Brant's six-volume life.
- Burns, Eric (2007). Infamous Scribblers: The Founding Fathers and the Rowdy Beginnings of American Journalism. New York: PublicAffairs. ISBN 978-1-58648-428-6.
- Chan, Michael D. (2004). Alexander Hamilton on Slavery. Review of Politics. 66 (2): 207—31. doi:10.1017/s003467050003727x. JSTOR 1408953.
- Denboer, Gordon R. (1987). The Documentary History of the First Federal Elections, 1788–1790, Volume III. Madison: University of Wisconsin Press. ISBN 978-0-299-10650-8. Архів оригіналу за 7 грудня 2023. Процитовано 11 липня 2020.
- Derthick, Martha (13 червня 1999). Dilemmas of Scale in America's Federal Democracy. Cambridge University Press. ISBN 978-0-521-64039-8. Архів оригіналу за 7 грудня 2023. Процитовано 6 березня 2015.
- Elkins, Stanley; McKitrick, Eric (1993). Age of Federalism (online edition). New York: Oxford University Press. Архів оригіналу за 4 травня 2012. Процитовано 24 серпня 2017. Detailed political history of the 1790s; online free
- Engerman, Stanley L.; Gallman, Robert E. (2000). The Cambridge Economic History of the United States. Cambridge University Books. ISBN 978-0-521-55307-0. Архів оригіналу за 7 грудня 2023. Процитовано 11 липня 2020.
- Fatovic, Clement (2004). Constitutionalism and Presidential Prerogative: Jeffersonian and Hamiltonian Perspectives. American Journal of Political Science. 48 (3): 429—44. doi:10.1111/j.0092-5853.2004.00079.x.
- Federici, Michael P. (2012). The Political Philosophy of Alexander Hamilton. Johns Hopkins University Press. ISBN 978-1-4214-0539-1. Архів оригіналу за 7 грудня 2023. Процитовано 11 липня 2020.
- Flaumenhaft, Harvey (1992). The Effective Republic: Administration and Constitution in the Thought of Alexander Hamilton. Durham, NC: Duke University Press. ISBN 978-0-8223-1214-7.
- Flexner, James Thomas (1965–1972). George Washington. Little Brown.. Four volumes, with various subtitles, cited as "Flexner, Washington". Vol. IV. ISBN 978-0-316-28602-2.
- Garrity, Patrick J.; Spalding, Matthew (2000). A Sacred Union of Citizens: George Washington's Farewell Address and the American Character. Rowman and Littlefield. ISBN 978-0-8476-8262-1. Архів оригіналу за 7 грудня 2023. Процитовано 11 липня 2020.
- Gaspar, Vitor. "The making of a continental financial system: Lessons for Europe from early American history." Journal of European Integration 37.7 (2015): 847–859, summarizes Hamilton's achievements in Atlantic perspective.
- Gibowicz, Charles J. (2007). Mess Night Traditions. Author House. ISBN 978-1-4259-8446-5. Архів оригіналу за 7 грудня 2023. Процитовано 11 липня 2020.
- Harper, John Lamberton (2004). American Machiavelli: Alexander Hamilton and the Origins of US Foreign Policy. New York: Cambridge University Press. ISBN 978-0-521-83485-8.
- Horton, James Oliver (2004). Alexander Hamilton: Slavery and Race in a Revolutionary Generation (PDF). New York Journal of American History. 65 (3): 16—24. Архів (PDF) оригіналу за 8 липня 2021. Процитовано 23 січня 2011.
- Kaplan, Edward (1999). The Bank of the United States and the American Economy. Westport, CT: Praeger. ISBN 978-0-313-30866-6. Архів оригіналу за 7 грудня 2023. Процитовано 11 липня 2020.
- Kaplan, Lawrence S. (2001). Alexander Hamilton: Ambivalent Anglophile. Rowman and Littlefield. ISBN 978-0-8420-2878-3. Архів оригіналу за 7 грудня 2023. Процитовано 11 липня 2020.
- Keister, Doug (2011). Stories in Stone New York: A Field Guide to New York City Area Cemeteries & Their Residents. Gibbs Smith. ISBN 978-1-4236-2102-7.
- Kennedy, Roger G. (2000). Burr, Hamilton, and Jefferson: A Study in Character. New York: Oxford University Press. ISBN 978-0-19-513055-3.
- Knott, Stephen F. "The Four Faces of Alexander Hamilton: Jefferson's Hamilton, Hollywood's Hamilton, Miranda's Hamilton, and the Real Hamilton." American Political Thought 7.4 (2018): 543–564.
- Knott, Stephen F. (2002). Alexander Hamilton and the Persistence of Myth. Lawrence: University Press of Kansas. ISBN 978-0-7006-1157-7.
- Kohn, Richard H. (1970). The Inside History of the Newburgh Conspiracy: America and the Coup d'Etat. The William and Mary Quarterly. 27 (2): 188—220. doi:10.2307/1918650. JSTOR 1918650. A review of the evidence on Newburgh; despite the title, Kohn is doubtful that a coup d'état was ever seriously attempted.
- Larsen, Harold (1952). Alexander Hamilton: The Fact and Fiction of His Early Years. William and Mary Quarterly. 9 (2): 139—51. doi:10.2307/1925345. JSTOR 1925345.
- Lind, Michael (1994). Hamilton's Legacy. The Wilson Quarterly. 18 (3): 40—52. JSTOR 40258878.
- Littlefield, Daniel C. (2000). John Jay, the Revolutionary Generation, and Slavery. New York History. 81 (1): 91—132. ISSN 0146-437X.
- Lomask, Milton (1979). Aaron Burr, the Years from Princeton to Vice President, 1756–1805. New York: Farrar, Straus & Giroux. ISBN 978-0-374-10016-2. First volume of two, contains Hamilton's lifetime.
- Martin, Robert W. T. (2005). Reforming Republicanism: Alexander Hamilton's Theory of Republican Citizenship and Press Liberty. Journal of the Early Republic. 25 (1): 21—46. doi:10.1353/jer.2005.0012. S2CID 143255588.
- Matson, Cathy (2010). Flimsy Fortunes: Americans' Old Relationship with Paper Speculation and Panic. Common-place. 10 (4). Архів оригіналу за 9 квітня 2016. Процитовано 2 травня 2018. Summarizes speculations of William Duer and others in the context of the national economy.
- McCraw, Thomas K. (2012). The Founders and Finance: How Hamilton, Gallatin, and Other Immigrants Forged a New Economy.
- McManus, Edgar J. (1966). History of Negro Slavery in New York. Syracuse University Press.
- Mitchell, Broadus (1951). The man who 'discovered' Alexander Hamilton. Proceedings of the New Jersey Historical Society. 69: 88—115.
- Monaghan, Frank (1935). John Jay. Bobbs-Merrill.
- Morgan, Philip D. & O'Shaughnessy, A. J. (2006). Arming Slaves in the American Revolution. У Brown, Christopher Leslie & Morgan, Philip D. (ред.). Arming Slaves: From Classical Times to the Modern Age. New York: Yale University Press. с. 180–208. ISBN 978-0-300-10900-9.
- Nester, William (June 2012). The Hamiltonian Vision, 1789-1800: The Art of American Power During the Early Republic. U of Nebraska Press. ISBN 978-1-59797-675-6.
- Nettels, Curtis P. (1962). The Emergence of a National Economy, 1775–1815. New York: Holt, Rinehart and Winston.
- Newman, Paul Douglas (2004). Fries's Rebellion: The Enduring Struggle for the American Revolution. Philadelphia: University of Pennsylvania Press. ISBN 978-0-8122-3815-0.
- Newton, Michael E. (2019). Discovering Hamilton: New Discoveries in the Lives of Alexander Hamilton, His Family, Friends, and Colleagues, from Various Archives Around the World. Eleftheria Publishing. ISBN 978-0-9826040-4-5. Архів оригіналу за 7 грудня 2023. Процитовано 4 лютого 2021.
- Northup, Cynthia Clark; Turney, Elaine C. Prange; Stockwell, Mary (2003). Encyclopedia of Tariffs and Trade in U.S. History. Greenwood Press. ISBN 978-0-313-31943-3.
- Norton, Joseph (2005). Shapers of the Great Debate at the Constitutional Convention of 1787: A Biographical Dictionary (Shapers of the Great American Debates). Greenwood; annotated edition. ISBN 978-0-313-33021-6. Архів оригіналу за 7 грудня 2023. Процитовано 11 липня 2020.
- Rakove, Jack N. (1979). The beginnings of National Politics: an interpretive history of the Continental Congress. New York: Knopf. ISBN 978-0-394-42370-8.
- Rossiter, Clinton (1964). Alexander Hamilton and the Constitution. New York: Harcourt, Brace & World.
- Sharp, James (1995). American Politics in the Early Republic: The New Nation in Crisis. New Haven: Yale University Press. ISBN 978-0-300-06519-0. Survey of politics in the 1790s.
- Sheehan, Colleen (2004). Madison v. Hamilton: The Battle Over Republicanism and the Role of Public Opinion. American Political Science Review. 98 (3): 405—24. doi:10.1017/S0003055404001248. S2CID 145693742.
- Smith, Robert W. (2004). Keeping the Republic: Ideology and Early American Diplomacy. DeKalb: Northern Illinois University Press. ISBN 978-0-87580-326-5.
- Staloff, Darren (2005). Hamilton, Adams, Jefferson: The Politics of Enlightenment and the American Founding. New York: Hill and Wang. ISBN 978-0-8090-7784-7.
- Steward, David O. (2016). Madison's Gift: Five Partnerships That Built America. imon and Schuster. ISBN 978-1-4516-8859-7. Архів оригіналу за 7 грудня 2023. Процитовано 26 лютого 2019.
- Storbridge, Truman R.; Noble, Dennis L. (1999). Alaska and the U. S. Revenue Cutter Service: 1867–1915. Naval Institute Press. ISBN 978-1-55750-845-4. Архів оригіналу за 7 грудня 2023. Процитовано 11 липня 2020.
- Stourzh, Gerald (1970). Alexander Hamilton and the Idea of Republican Government. Stanford: Stanford University Press. ISBN 978-0-8047-0724-4.
- Stryker, William S. (1898). The Battles of Trenton and Princeton. Boston: Houghton, Mifflin & Co.
- Studenski, Paul; Krooss, Herman Edward (2003). Financial History of the United States (вид. 5th). Frederick, Md.: Beard Books. ISBN 978-1-58798-175-3. Архів оригіналу за 7 грудня 2023. Процитовано 11 липня 2020.
- Sylla, Richard; Wright, Robert E. & Cowen, David J. (2009). Alexander Hamilton, Central Banker: Crisis Management during the US Financial Panic of 1792. Business History Review. 83 (1): 61—86. doi:10.1017/s0007680500000209. S2CID 153842455.
- Thomas, Charles Marion (1931). American neutrality in 1793; a study in cabinet government. New York: Columbia University Press.
- Trees, Andrew S. (2005). The Importance of Being Alexander Hamilton. Reviews in American History. 33 (1): 8—14. doi:10.1353/rah.2005.0019. S2CID 143944159.
- Trees, Andrew S. (2004). The Founding Fathers and the Politics of Character. Princeton: Princeton University Press. ISBN 978-0-691-11552-8.
- Tucker, Spencer C. (2014). The Encyclopedia of the Wars of the Early American Republic, 1783–1812 [three volumes]: A Political, Social, and Military History. ABC-CLIO. ISBN 978-1-59884-156-5.
- Wallace, David Duncan (1915). Life of Henry Laurens, with a sketch of the life of Lieutenant-Colonel John Laurens. New York: Putnam.
- Weston, Rob N. (1994). Alexander Hamilton and the Abolition of Slavery in New York. Afro-Americans in New York Life and History. 18 (1): 31—45. ISSN 0364-2437. An undergraduate paper, which concludes that Hamilton was ambivalent about slavery.
- White, Leonard D. (1949). The Federalists. New York: Macmillan. Coverage of how the Treasury and other departments were created and operated.
- White, Richard D. (2000). Exploring the Origins of the American Administrative State: Recent Writings on the Ambiguous Legacy of Alexander Hamilton. Public Administration Review. 60 (2): 186—90. doi:10.1111/0033-3352.00077.
- Wood, Gordon S. (2009). Empire of Liberty: A History of the Early Republic, 1789–1815. New York: Oxford University Press. ISBN 978-0-19-503914-6. The most recent synthesis of the era.
- Wright, Robert E. (2002). Hamilton Unbound: Finance and the Creation of the American Republic. Westport: Greenwood Press. ISBN 978-0-313-32397-3.
- ——— (2008). One Nation Under Debt: Hamilton, Jefferson, and the History of What We Owe. New York: McGraw-Hill. ISBN 978-0-07-154393-4.